# سووپنگتسه
سووپنگتسه (به لهستانی:  Słopnice) یک روستا در لهستان است که در گمینا سووپنگتسه واقع شده‌است. سووپنگتسه ۶٬۰۰۰ نفر جمعیت دارد.